# Delias sawyeri
Delias sawyeri är en fjärilsart som beskrevs av Van Mastrigt 2000. Delias sawyeri ingår i släktet Delias och familjen vitfjärilar.
Artens utbredningsområde är Papua Nya Guinea. Inga underarter finns listade i Catalogue of Life.